# Földalatti Vasúti Múzeum
A Földalatti Vasúti Múzeum a Közlekedési Múzeumhoz tartozó múzeumi kiállítóhely, amely Budapesten a Deák Ferenc téri aluljáróban található.

## Története
1955 körül a Deák Ferenc téri átszálló rendszer építése miatt a Millenniumi Földalatti Vasút állomását körülbelül 40 méterrel arrébb helyezték. A nyomvonal-korrekció során felhagyott 60 méter hosszú  alagútszakaszban berendezett kiállítást 1975-ben a Közlekedési Múzeum és a Budapesti Közlekedési Vállalat (BKV) hozta létre az akkori Fővárosi Tanács és a Közlekedési és Postaügyi Minisztérium (KPM) támogatásával. A megnyitóra 1975. október 26-án került sor, a belépő egy villamosjegy volt, amelyet a bejáratnál lyukasztani kellett. 1996-ban a földalatti vasút 100. évfordulóján az 1975-től működő kiállításra építve, annak koncepcióját korszerűsítve a kiállítás megújult. Előtte csak kisebb tematikus változások, bővítések történtek (1981), illetve a tárgyak és a papíranyag restaurálása, továbbá a fekete-fehér fotók színesre cserélésére került sor 1989-ben.

## Állandó kiállítás
Az állandó kiállítás címe: „A földalatti vasút és a metró története az építéstől napjainkig”.
Megtekinthető a földalatti vasút három kocsija: 
- a 19-es pályaszámú faburkolatú motorkocsi, egyik vezetőfülkéje és áramszedője az 1896-os állapotnak megfelelően rekonstruálva, az utastere szintén az építéskori állapotot tükrözi,
- az 1-es pályaszámú fémburkolatú motorkocsi, a forgalomból kivont állapotban (1973),
- a 81-es pályaszámú vezetőállásos pótkocsi, a forgalomból kivont állapotban.

A kocsikkal szemközti vitrinsorban majdnem 150 kisebb műtárgy látható: eredeti dokumentumok (tervrajzok, térképek, építési napló stb.), fényképek és makettek, amelyek kronológiai sorrendben mutatják be az 1896-ban felavatott kis földalatti történetét az építéstől napjainkig. A bemutatott műtárgyak a Közlekedési Múzeumból valók. A záró részben a metróépítésekbe nyerhetünk betekintést.

## Nyitvatartás
Keddtől vasárnapig: 10–17 óra között.

## Képek

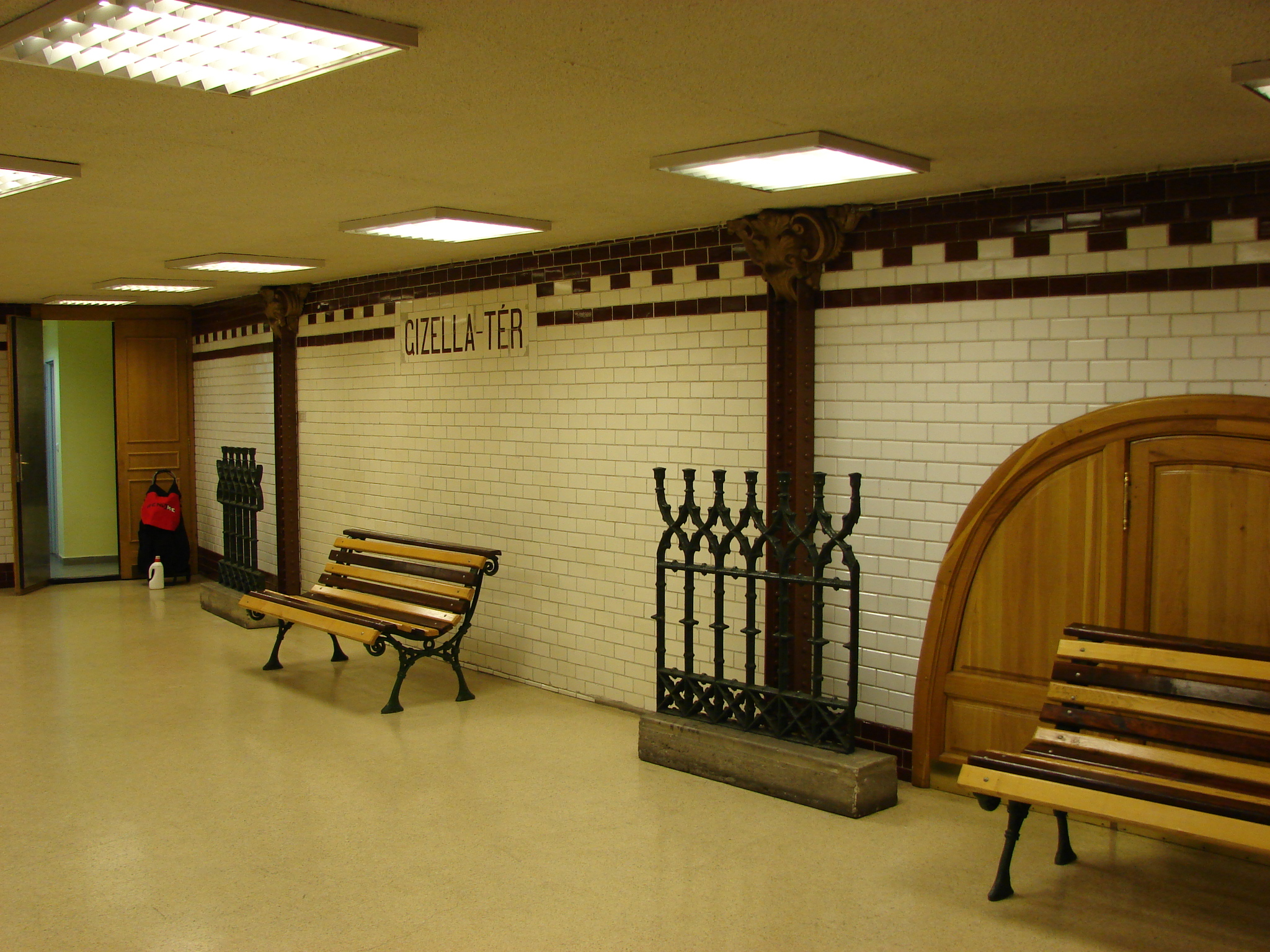
A múzeum előtere, a Gizella téri megálló eredeti Zsolnay csempéivel (2009)
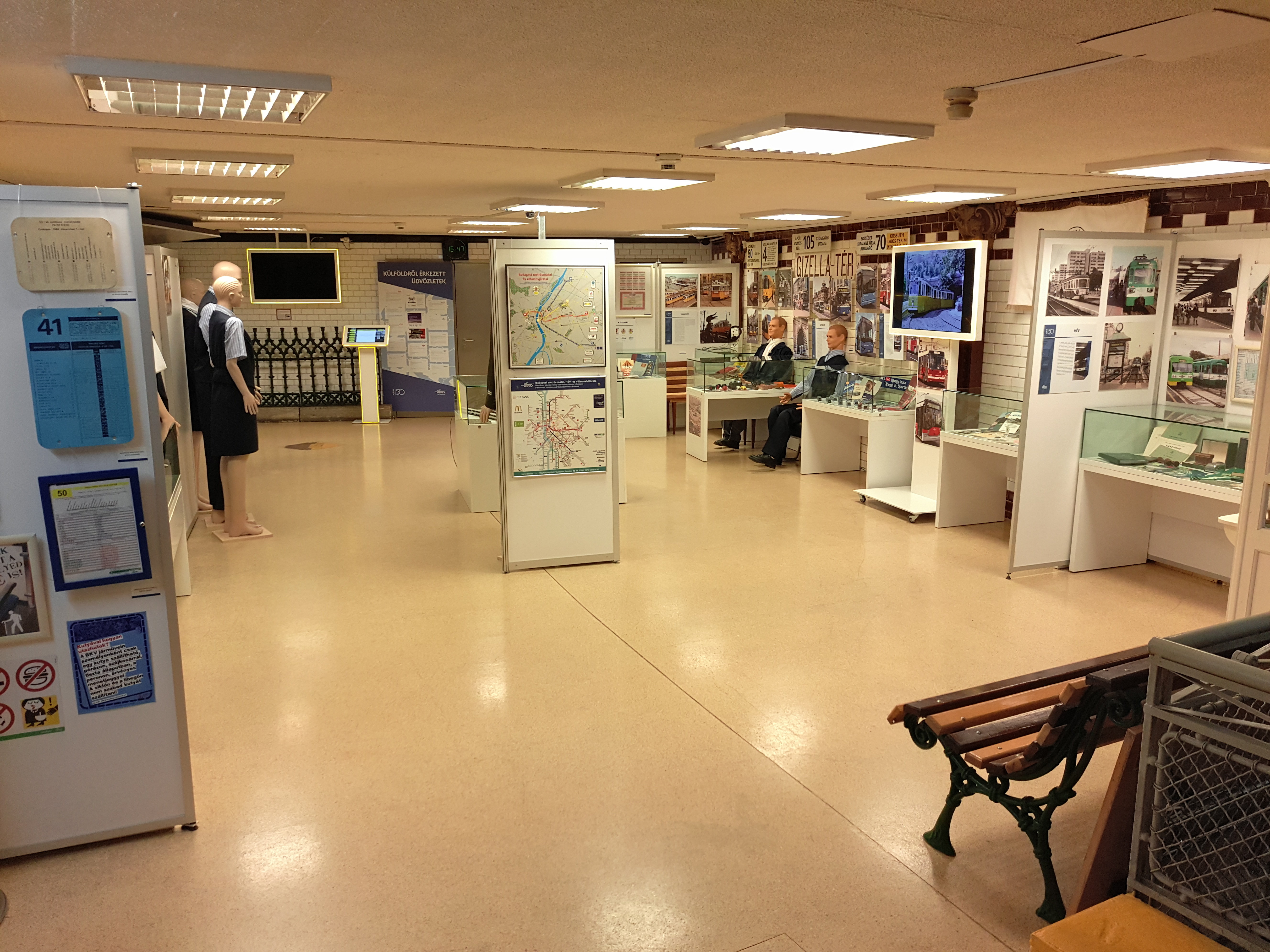
A múzeum előtere (2018)
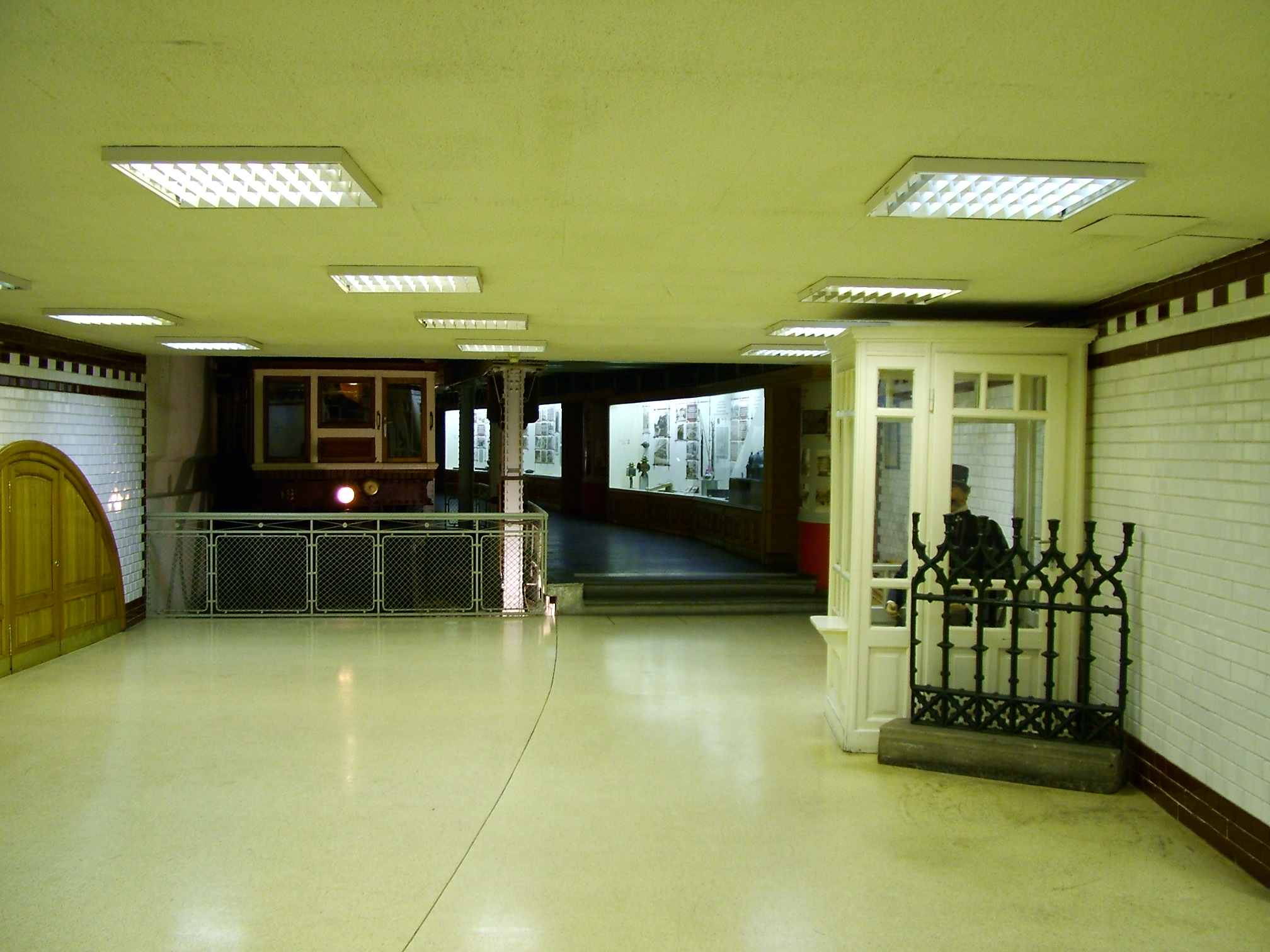
A kocsikkal és vitrinekkel berendezett felhagyott alagút bejárata (2005)
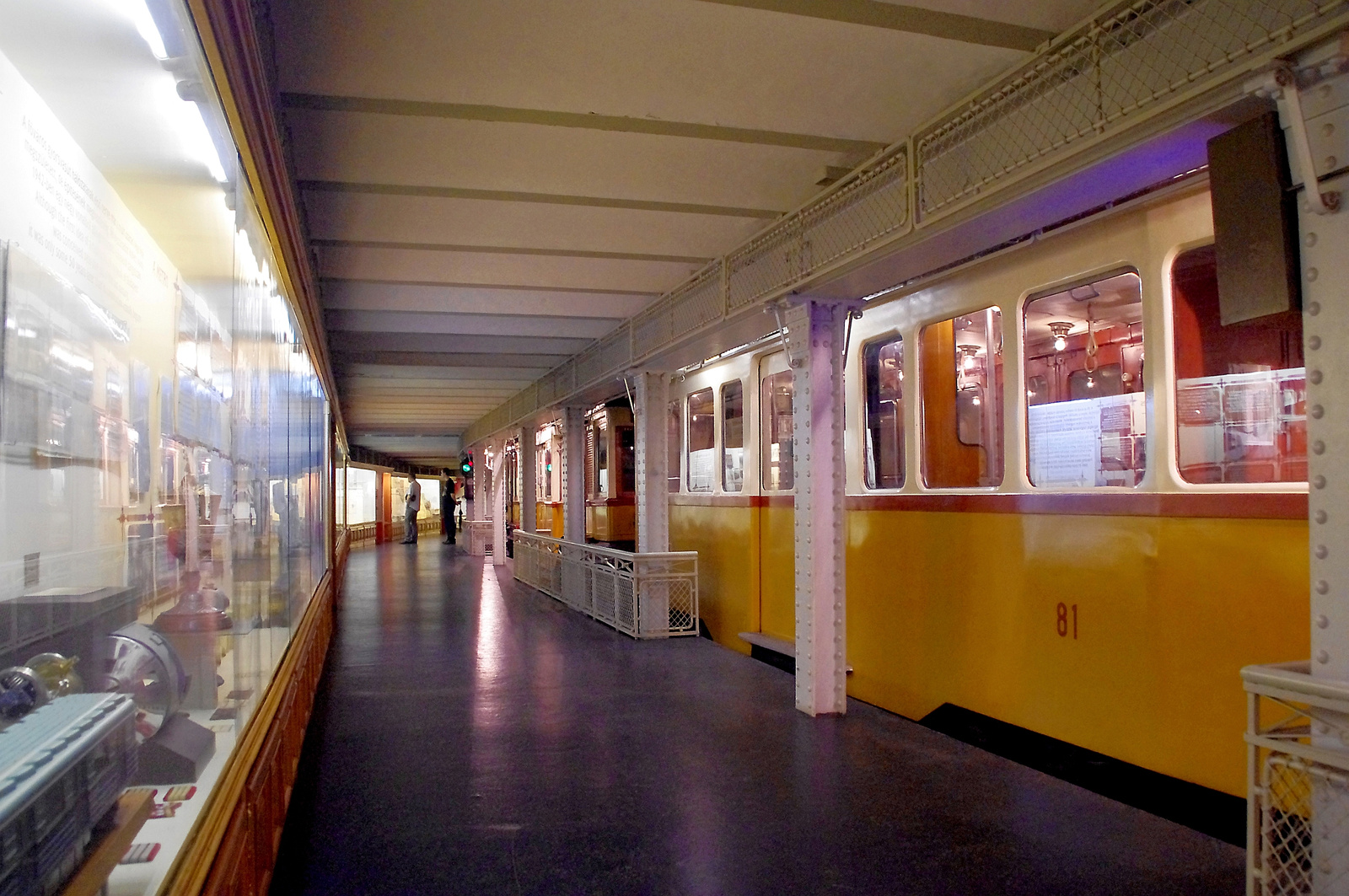
Az alagút belseje (a 81-es pályaszámú pótkocsival)
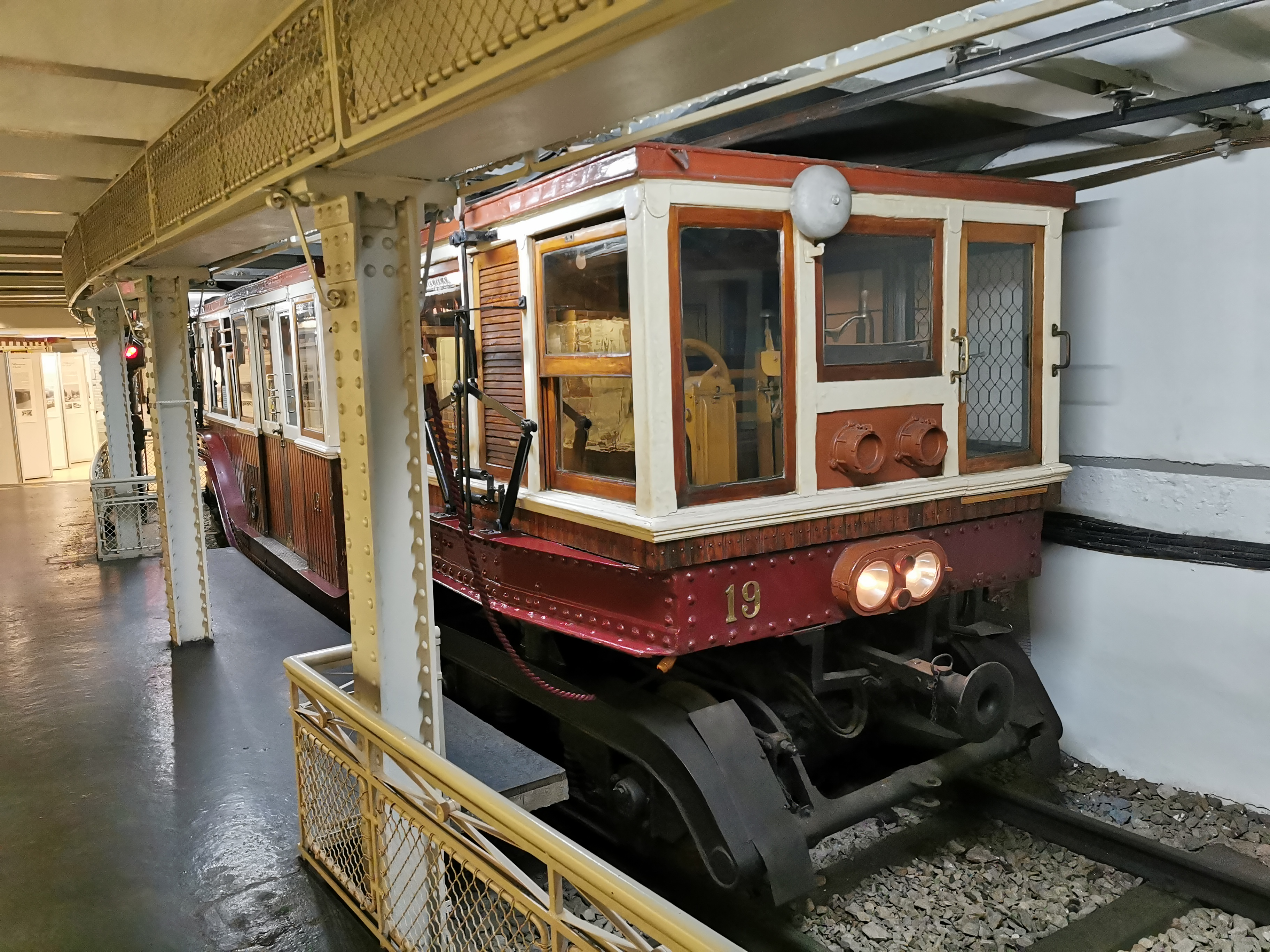
A 19-es pályaszámú motorkocsi
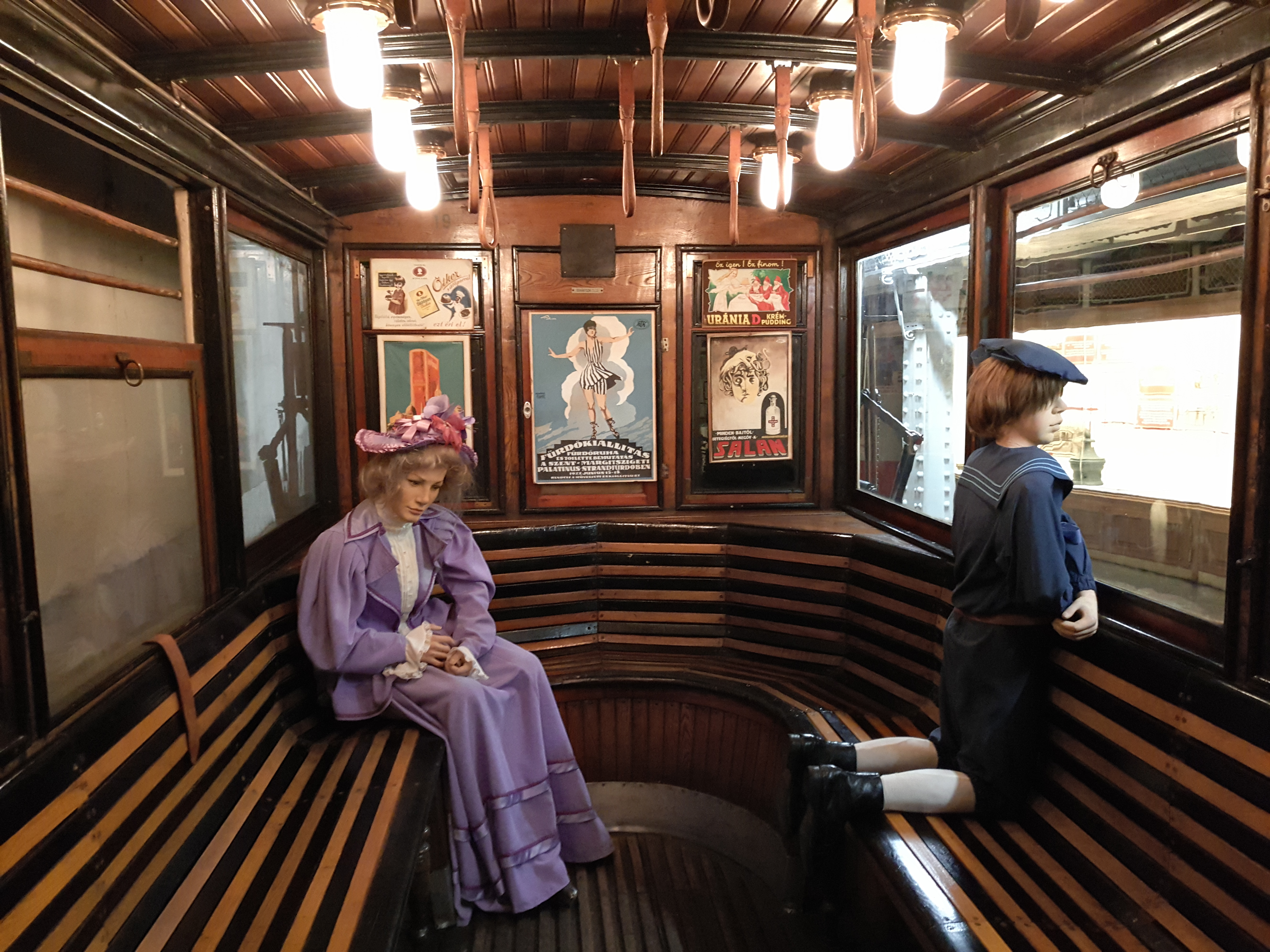
A 19-es kocsi utastere
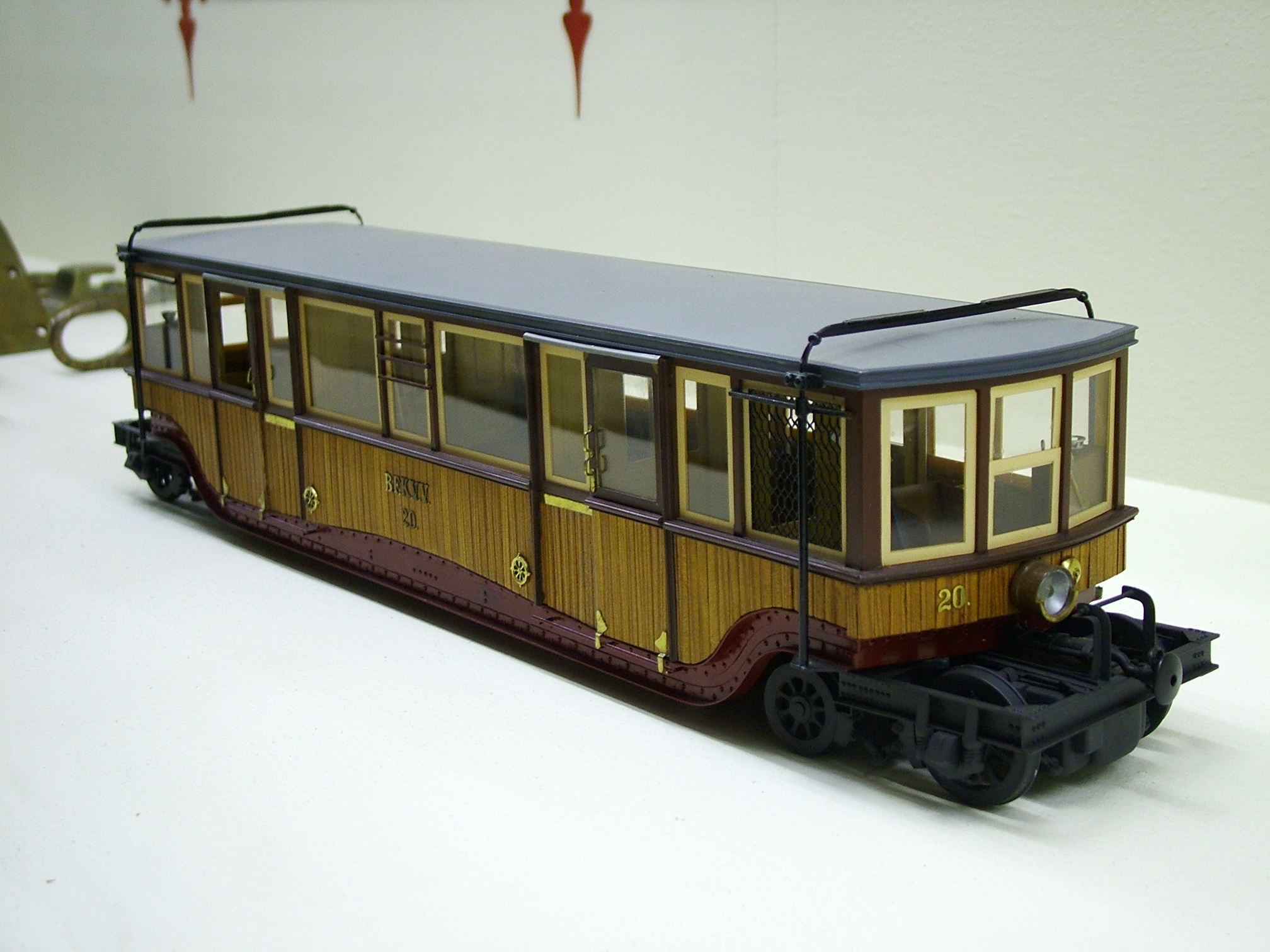
A 20-as számú „királyi kocsi” makettje, amelyen Ferenc József utazott
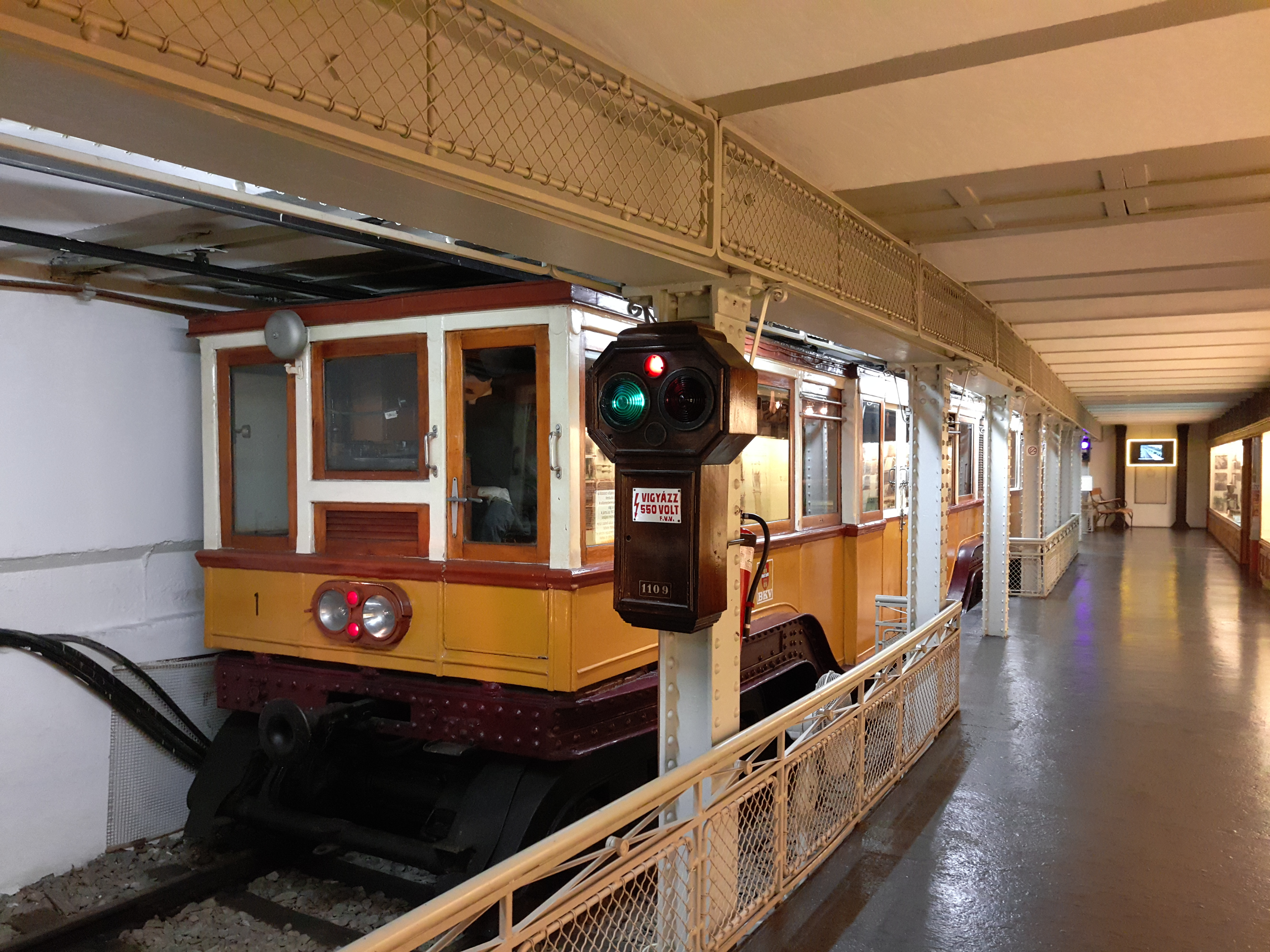
Az 1-es pályaszámú motorkocsi
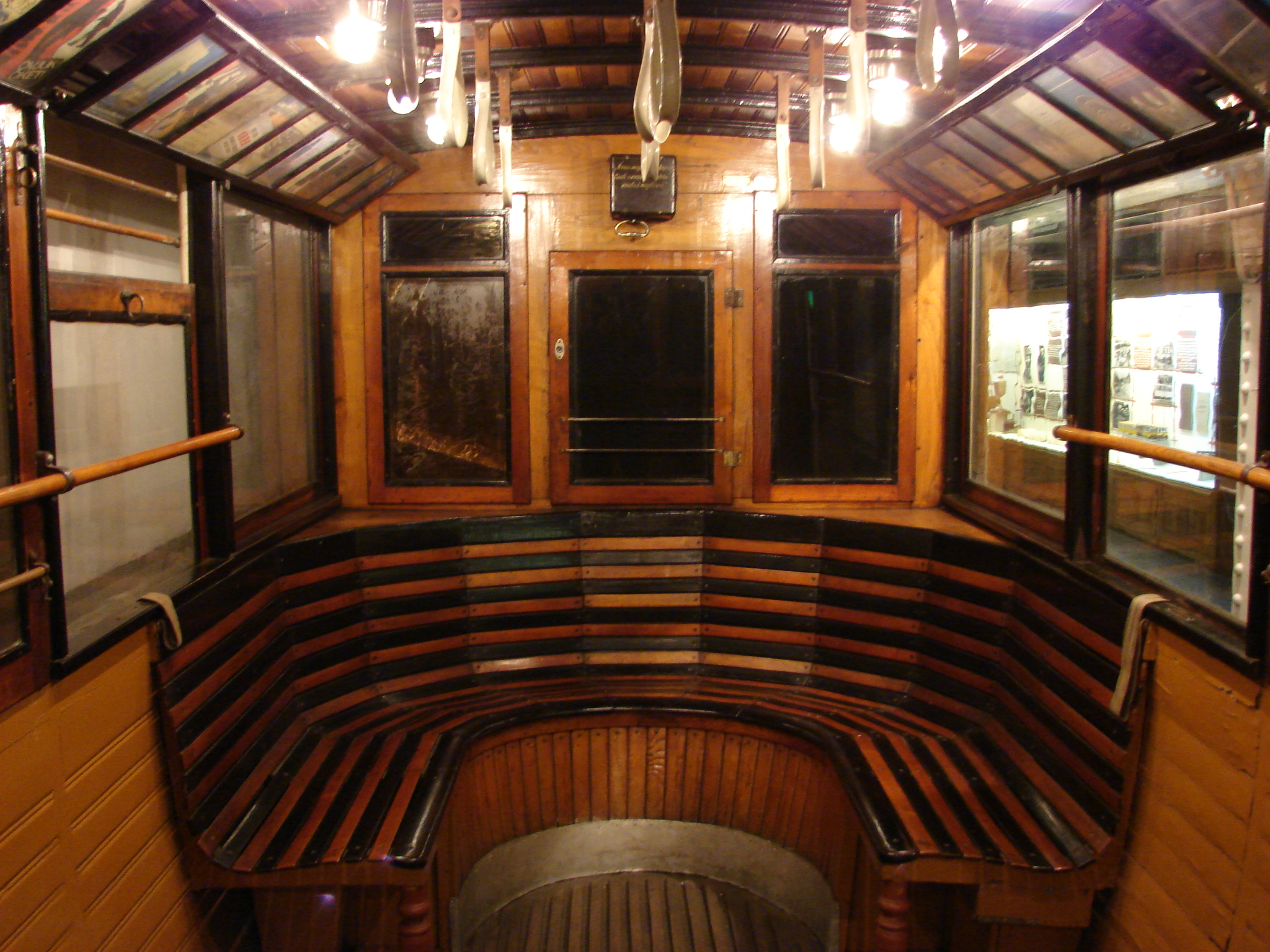
Az 1-es kocsi utastere
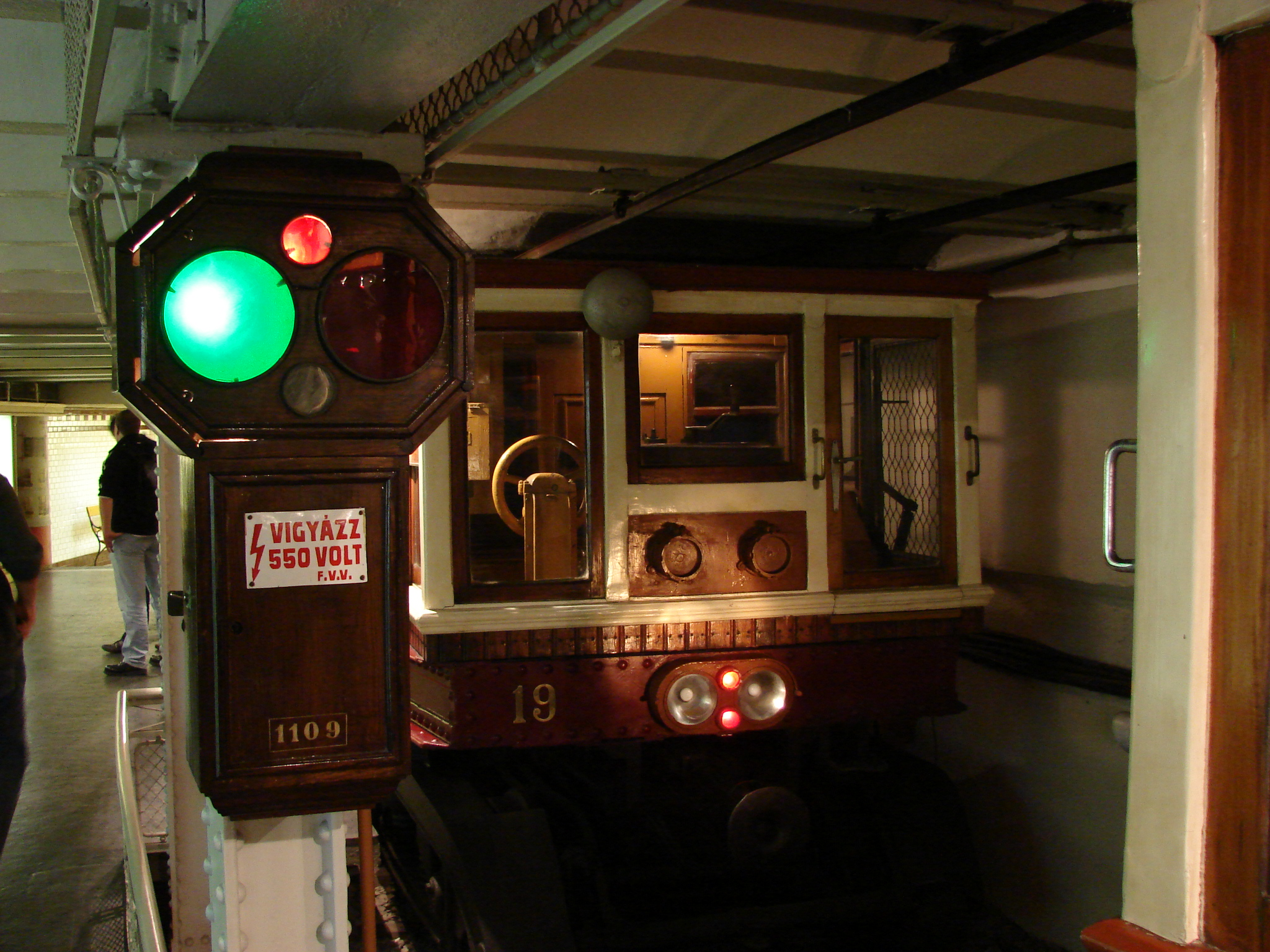
Korabeli szemafor (az eredeti fehér szabad jelzést 1949-ben cserélték zöldre)
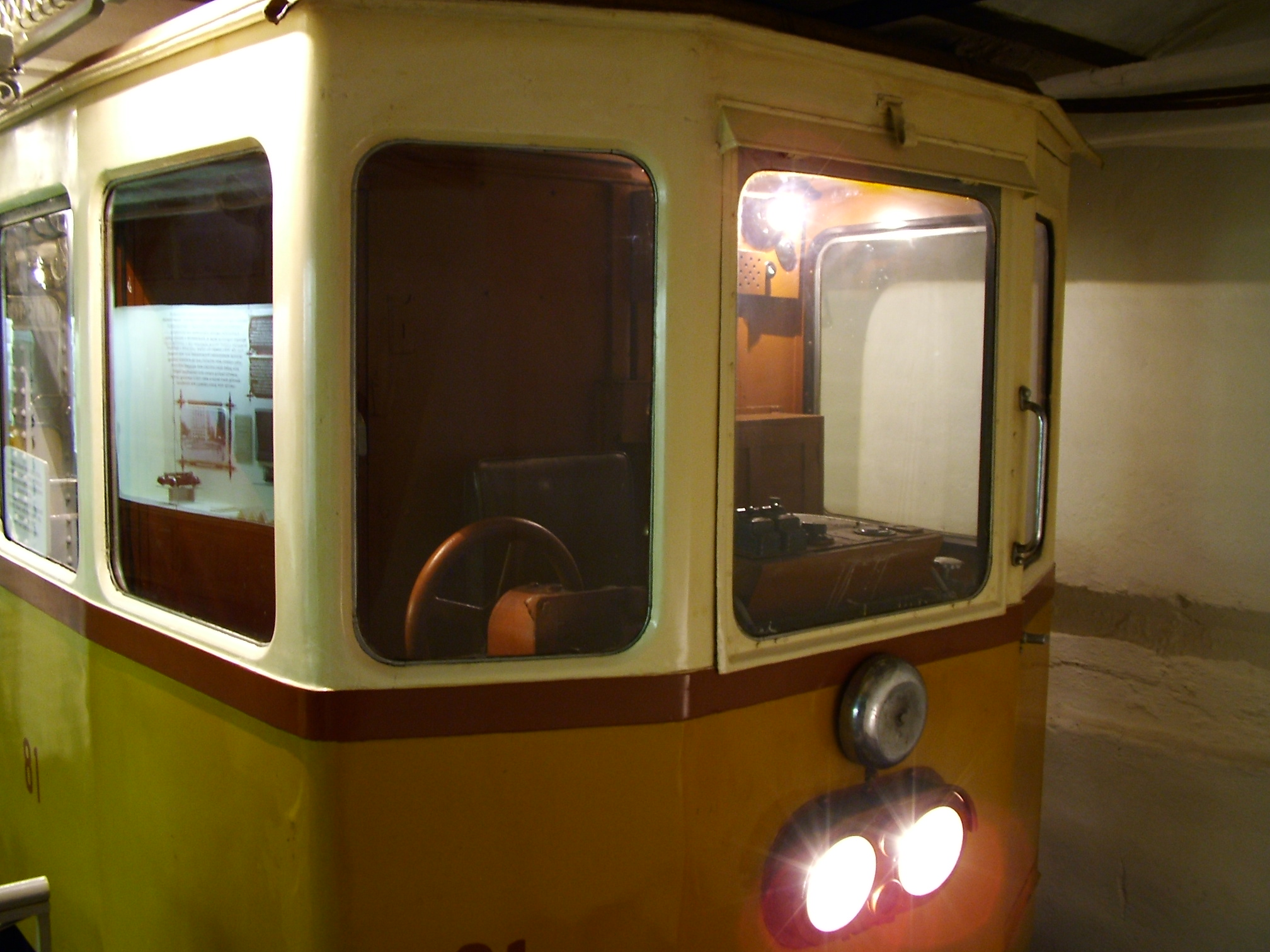
A 81-es pályaszámú pótkocsi vezetőállása kívülről
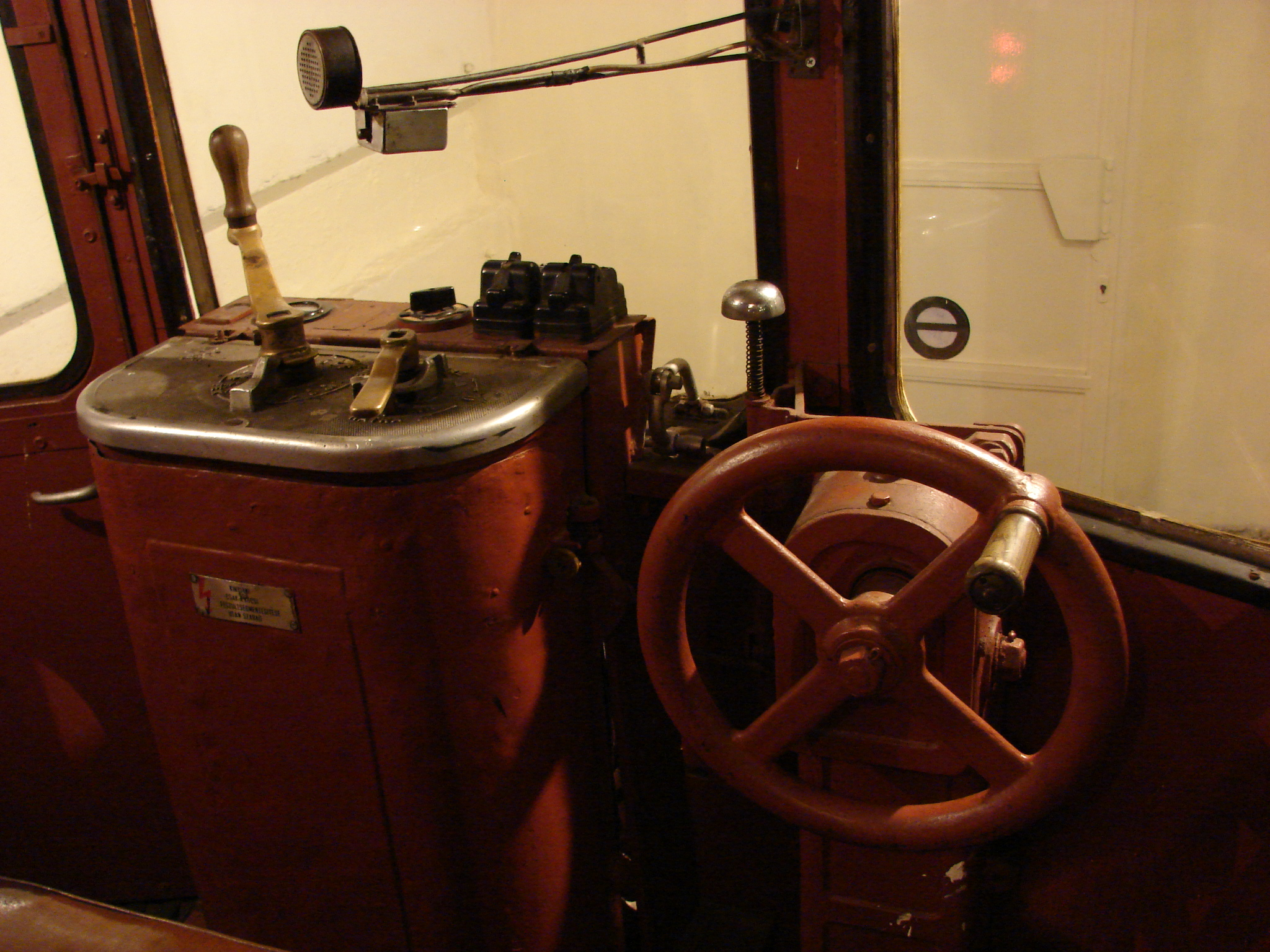
A vezetőállás belülről
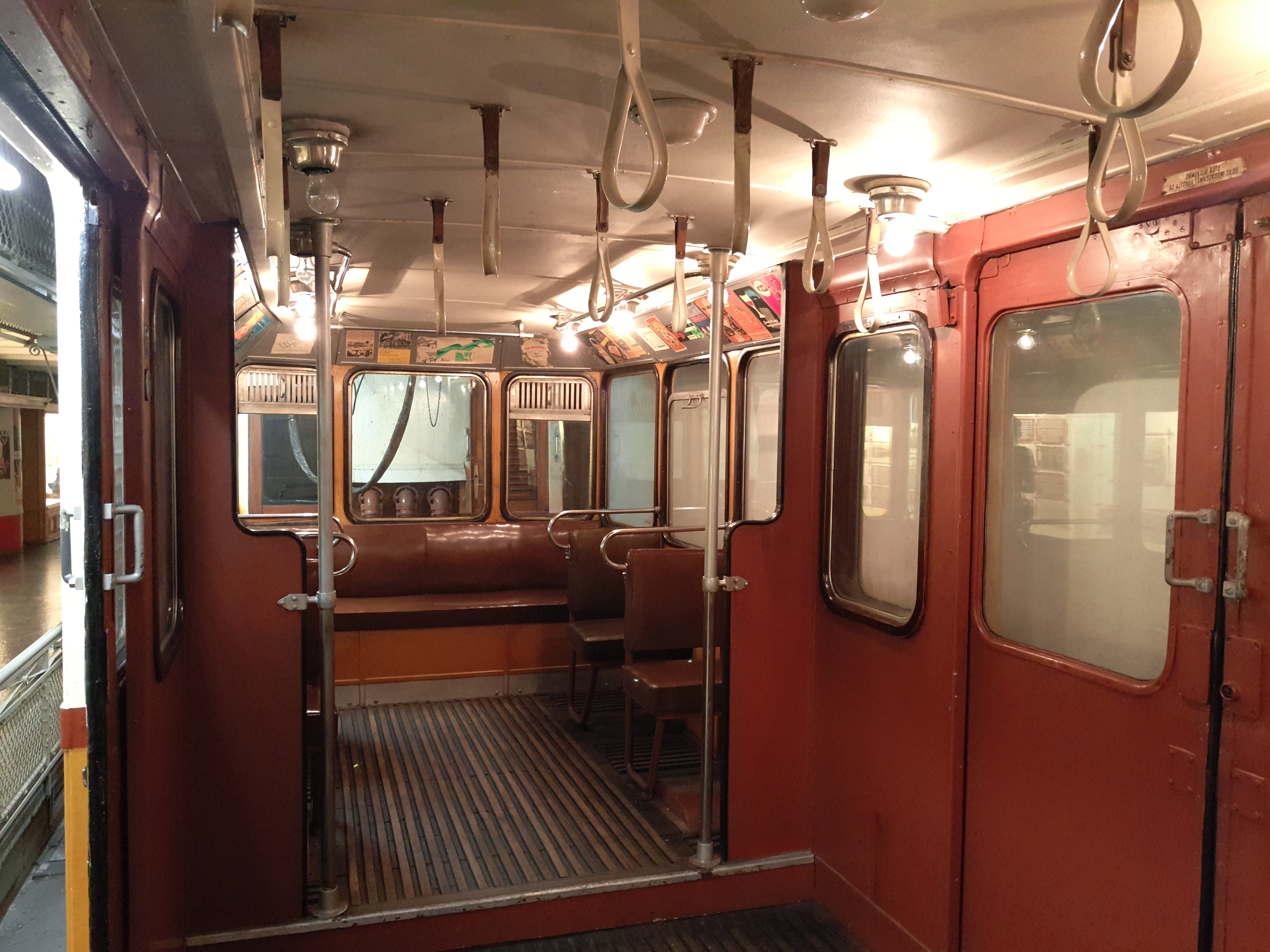
A 81-es kocsi utastere
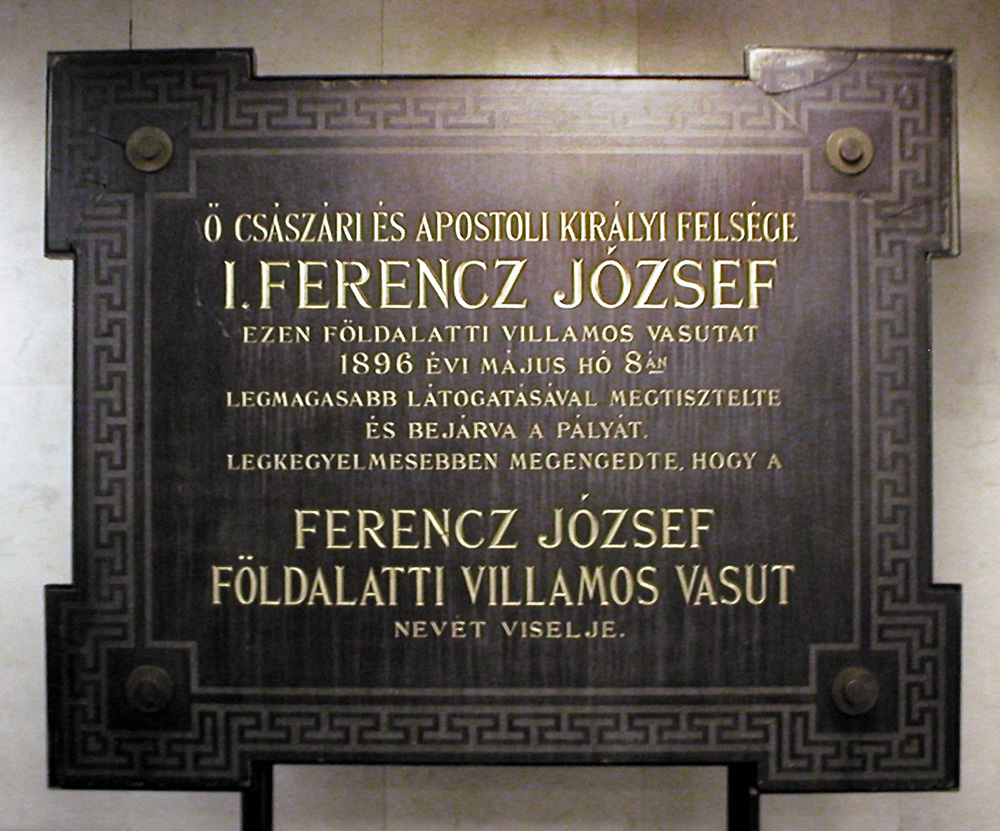
Emléktábla a Földalatti vasút megnyitása alkalmából